# روديغر فون دير غولتز
روديغر فون دير غولتز (بالألمانية: Rüdiger von der Goltz)‏ هو ضابط ألماني، ولد في 8 ديسمبر 1865 في Sulechów ‏ في بولندا، وتوفي في 4 نوفمبر 1946 في بيرنبيورن في ألمانيا.

## وصلات خارجية
- روديغر فون دير غولتز على موقع الموسوعة البريطانية (الإنجليزية)